# Kressbronn am Bodensee
Kressbronn am Bodensee är en kommun (tyska Gemeinde) i Bodenseekreis i delstaten Baden-Württemberg i Tyskland. Folkmängden uppgår till cirka 8 800 invånare, på en yta av 20,42 kvadratkilometer.
Kommunen ingår i kommunalförbundet Eriskirch-Kressbronn a. B.-Langenargen tillsammans med kommunerna Eriskirch och Langenargen.